# Mykola Avilov
Mykola Viktorovych Avilov (en ukrainien : Микола Вікторович Авілов, souvent russifié en Nikolaï), né le 6 août 1948 à Odessa, est un athlète ukrainien ayant concouru pour l'Union soviétique. Champion olympique du décathlon en 1972, il a également détenu le record du monde de la discipline de 1972 à 1975.

## Carrière sportive
Mykola Avilov fait ses débuts sur la scène internationale lors des Jeux olympiques de 1968 à Mexico, en terminant à la quatrième place finale du concours du décathlon. Handicapé par des blessures dès la saison suivante, l'Ukrainien peine à maintenir son niveau de performance et ne prend que la 4e place des Championnats d'Europe d'athlétisme 1969 d'Athènes.
En 1972, Avilov remporte le concours des Jeux olympiques de Munich en établissant un nouveau record du monde de la discipline avec 8 454 points, et en améliorant 7 records personnels sur 10 épreuves.
Quatre ans plus tard, il remporte la médaille de bronze des Jeux olympiques de 1976 à Montréal avec un total de 8 369 points, devancé notamment par l'Américain Bruce Jenner.

## Palmarès

### Palmarès
| Date | Compétition           | Lieu     | Résultat | Performance |
| ---- | --------------------- | -------- | -------- | ----------- |
| 1968 | Jeux olympiques       | Mexico   | 4e       | 7 909 pts   |
| 1969 | Championnats d'Europe | Athènes  | 4e       | 7 779 pts   |
| 1970 | Universiades          | Turin    | 1er      | 7 803 pts   |
| 1972 | Jeux olympiques       | Munich   | 1er      | 8 456 pts   |
| 1973 | Universiades          | Moscou   | 2e       | 7 903 pts   |
| 1976 | Jeux olympiques       | Montréal | 3e       | 8 371 pts   |